# Dynamit Nobel Defence
Die Dynamit Nobel Defence GmbH ist ein deutsches Rüstungsunternehmen mit Sitz in Burbach, Nordrhein-Westfalen. Es ist im Besitz des israelischen Rüstungskonzerns Rafael Advanced Defense Systems und stellt vor allem Panzerabwehrraketen und montierbare Schutzelemente für Panzer her.
Das Unternehmen beschäftigte im Jahr 2023 390 Mitarbeiter und erzielte einen Umsatz von 132 Millionen Euro.

## Geschichte
2004 wurde die Dynamit Nobel vom Mutterkonzern MG technologies (heute GEA Group) in verschiedenen Teilen an verschiedene Unternehmen verkauft; das Werksgelände in Burbach samt der Technologie ging dabei an Rafael Advanced Defence Systems. Von nun an firmierten zwei neue Unternehmen unter verschiedenen Besitzern: Dynamit Nobel Defence GmbH in Burbach und Dynamit Nobel GmbH Explosivstoff- und Systemtechnik (DNES) in Leverkusen. Mit der Bundeswehr zusammen entwickelte die Dynamit Nobel Defence GmbH das Wirkmittel 90mm, welches sie im Jahr 2017 erstmals an die Bundeswehr übergab. Im Zuge des russischen Überfalls auf die Ukraine im Jahr 2022, kaufte die ukrainische Regierung im März 2022 5100 Panzerfäuste im Wert von 25 Millionen Euro bei DND.
Ende 2022 begann man mit Aufbau eines Werkes im ungarischen Kiskunföldgás, als Joint Venture mit der staatlichen N7 Holding zur Herstellung der Panzerfausttypen RGW110 HH-T (Nachfolgemodell der Panzerfaust 3) und RGW90. Dafür wurde eine Produktionslinie für RGW-Munitionstransport- und Abschussbehälter errichten – Aluminiumrohre, die je nach Ausführung mit Kevlar oder Kohlefaser ummantelt sind. Diese Komponenten werden auch außerhalb Ungarns geliefert. Der Anteil der staatlichen NT7 wurde 2025 privatisiert und von 4iG Plc. übernommen, deren Chef Gellért Zoltán Jászai ist, ein politischer Berater von Premierminister Viktor Orbán.

## Unternehmenszahlen
| Geschäftsjahr | Jahresumsatz in Euro | Umsatzentwicklung in %/Prozent (vgl. zum Vorjahr) | Mitarbeiterzahlen (Jahresdurchschnitt) | Mitarbeiterentwicklung in %/Prozent (vgl. zum Vorjahr) |
| ------------- | -------------------- | ------------------------------------------------- | -------------------------------------- | ------------------------------------------------------ |
| 2004          | 25.000.000,00        | Neugründung                                       | 100                                    | Neugründung                                            |
| 2005          | 38.627.055,42        | + 54,51 %                                         | 133                                    | + 33,00 %                                              |
| 2006          | 47.830.432,06        | + 23,83 %                                         | 139                                    | + 4,51 %                                               |
| 2007          | 52.387.254,57        | + 9,53 %                                          | 147                                    | + 5,76 %                                               |
| 2008          | 40.508.463,29        | - 22,67 %                                         | 152                                    | + 3,40 %                                               |
| 2009          | 54.435.359,06        | + 34,38 %                                         | 161                                    | + 5,92 %                                               |
| 2010          | 94.488.377,56        | + 73,58 %                                         | 171                                    | + 6,21 %                                               |
| 2011          | 91.757.821,46        | - 2,89 %                                          | 184                                    | + 7,60 %                                               |
| 2012          | 81.704.458,85        | - 10,96 %                                         | 202                                    | + 9,78 %                                               |
| 2013          | 73.634.574,10        | - 9,88 %                                          | 211                                    | + 4,46 %                                               |
| 2014          | 77.009.021,78        | + 4,58 %                                          | 214                                    | + 1,42 %                                               |
| 2015          | 57.907.656,21        | - 24,80 %                                         | 208                                    | - 2,80 %                                               |
| 2016          | 54.756.524,75        | - 5,44 %                                          | 220                                    | + 5,77 %                                               |
| 2017          | 49.282.474,50        | - 10,00 %                                         | 224                                    | + 1,82 %                                               |
| 2018          | 126.544.965,76       | + 156,77 %                                        | 251                                    | + 12,05 %                                              |
| 2019          | 158.830.103,51       | + 25,51 %                                         | 294                                    | + 17,13 %                                              |
| 2020          | 94.066.527,74        | - 40,78 %                                         | 324                                    | + 10,20 %                                              |
| 2021          | 58.425.268,62        | - 37,89 %                                         | 345                                    | + 6,48 %                                               |
| 2022          | 126.242.237,94       | + 116,07 %                                        | 356                                    | + 3,19 %                                               |
| 2023          | 132.380.803,63       | + 4,86 %                                          | 390                                    | + 9,55 %                                               |

## Lobbyausgaben
Im Jahr 2023 gab das Unternehmen zwischen 140.001 und 150.000 Euro für Lobbyismus im Bundestag aus.